# Maurizio Pollini
Maurizio Pollini (Milano, 5 gennaio 1942 – Milano, 23 marzo 2024) è stato un pianista e direttore d'orchestra italiano.

## Biografia
Figlio dell'architetto razionalista roveretano Gino Pollini e della musicista Renata Melotti (pure di Rovereto, sorella dello scultore Fausto Melotti), e dotato fin da bambino di considerevole talento musicale, iniziò lo studio del pianoforte con Carlo Lonati proseguendo poi gli studi fra i 13 e i 18 anni con Carlo Vidusso. Nel 1957 vinse il secondo premio (consistente in 600 franchi svizzeri) al "Concorso Internazionale di Esecuzione Musicale" di Ginevra, con 222 candidati da tutta Europa (il primo premio andò a Martha Argerich); nel 1959 vinse il primo premio del Concorso pianistico internazionale Ettore Pozzoli di Seregno.
Diplomatosi al Conservatorio di Musica Giuseppe Verdi di Milano (dove studiò anche composizione con Bruno Bettinelli), vinse nel 1960 il Concorso Chopin a Varsavia. In quell'occasione Arthur Rubinstein, membro della giuria, dopo aver ascoltato Pollini disse, rivolgendosi agli altri membri: "Questo giovane suona tecnicamente già meglio di tutti noi!", affermando inoltre che la sua maturità interpretativa fosse "di gran lunga superiore a quella degli altri concorrenti." Successivamente, il critico musicale Piero Rattalino, avendo assistito all'esecuzione di quattro Studi di Chopin durante il concorso, esclamò: "Questo giovane, o diventerà il più grande pianista del mondo, o finirà in manicomio!". Essendo gli studi particolarmente noti per le considerevoli difficoltà e complessità, eseguirne quattro a una competizione e in così giovane età costituì un fatto senza precedenti che suscitò scalpore (considerando anche il livello molto alto delle esecuzioni).

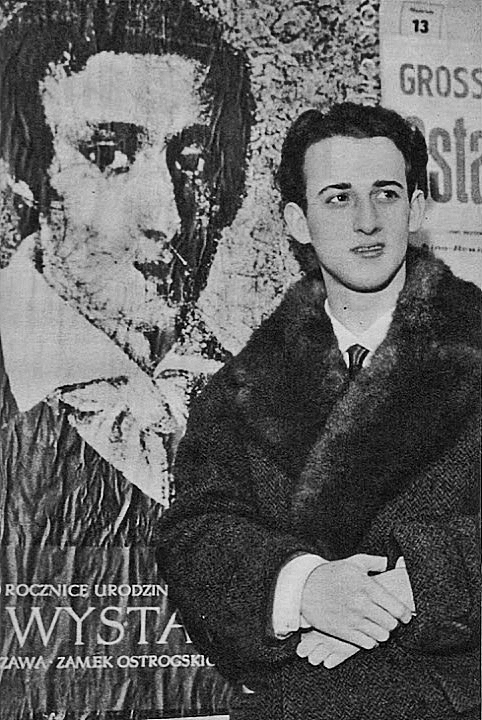
Maurizio Pollini a Varsavia, 1960

Qualche tempo dopo la vittoria pubblicò, tra il 1960 e il 1968, alcune registrazioni per conto della casa discografica EMI. Registrò musiche di Chopin: due notturni op. 15 (no. 1 e 2), i notturni op. 27, la ballata op. 23, la polacca op. 53, il concerto per pianoforte e orchestra op. 11 con la Philharmonia Orchestra sotto la direzione di Paul Kletzki e gli Studi opp. 10 e 25. Questi ultimi, registrati assieme alla Polacca op. 44 e all'Improvviso op. 51 no. 3 nel settembre 1960, non vennero mai pubblicati per volere del pianista, il quale volle evitare di essere etichettato dal pubblico come interprete di musica esclusivamente chopiniana. Cancellò dunque i concerti in programma in tutta Europa per circa un anno e mezzo, periodo durante il quale approfondì lo studio di partiture classiche, romantiche e contemporanee. Le registrazioni degli studi, rimaste inedite per più di cinquant'anni, furono poi pubblicate per la prima volta da Testament nel 2011.
Contemporaneamente, intraprese dei corsi di perfezionamento con Arturo Benedetti Michelangeli, aventi luogo nel Castel Paschbach, nel comune di Appiano, in provincia di Bolzano, proprietà del maestro fin dal secondo dopoguerra. Durante le lezioni, Pollini ricevette molti consigli preziosi (in particolar modo una "diteggiatura magnifica per i trilli", che  utilizzò tutta la vita), i quali contribuirono alla sua formazione e a creare un legame stretto con lo strumento.
A partire dalla metà degli anni sessanta iniziò un'importante carriera concertistica, cimentandosi con le maggiori orchestre europee, americane e asiatiche. Esordì negli Stati Uniti nel 1968, suonando la seconda sonata di Boulez e mostrando per la prima volta, al pubblico d'oltreoceano, il suo interesse per la musica contemporanea. Nel 1972 stipulò un contratto in esclusiva con Deutsche Grammophon e compì la prima tournée in Giappone nel 1974. Dopo il 1980 intraprese, seppur con minore intensità e per un periodo limitato, l'attività di direttore d'orchestra.
L'appartenenza a una famiglia della borghesia illuminata milanese, incastonata in un contesto culturalmente ricco, influì pesantemente sulla sua vasta formazione extra-musicale e sulla scelta d'impegnarsi, da intellettuale a tutto tondo, in varie occasioni, anche in campo politico e sociale.
Fu legato a Claudio Abbado da un'amicizia e da un fecondo sodalizio artistico pluridecennale.
Morì a Milano il 23 marzo 2024 all'età di 82 anni. La camera ardente venne allestita il 26 marzo nel foyer del Teatro alla Scala; i funerali furono celebrati in forma privata.

## Vita privata
Nel 1968 si sposò con la pianista Marilisa Marzotto, conosciuta durante una lezione di armonia a 11 anni vivendo negli anni seguenti a Milano. Anche Marzotto fu allieva di Benedetti Michelangeli. Ebbero un figlio, Daniele, stimato pianista e compositore.
Nel 1961, Pollini s'iscrisse alla facoltà di Fisica, ma avendo frequentato il liceo classico e non essendo quindi abbastanza ferrato in materia, non sostenne alcun esame; l'esperienza fu dunque breve. Rimase comunque un appassionato lettore di divulgazioni scientifiche, con "interesse reale ma dilettantesco".

## Repertorio e tecnica pianistica
Considerato uno dei più grandi pianisti dell'epoca a cavallo tra il XX secolo e il XXI secolo, molto selettivo, per sua stessa ammissione, nella scelta del repertorio, esteso ma non particolarmente variegato, divenne noto soprattutto per le sue interpretazioni di Beethoven, Chopin, Schubert, Schumann e della seconda scuola di Vienna (Schönberg, Berg e Webern). Interpretò spesso anche compositori del periodo barocco (come Bach e Scarlatti, quest'ultimo mai affrontato in pubblico), classico (come Mozart), tardo-romantico: in particolare Brahms, il cui secondo concerto costituì una delle sue più famose e acclamate interpretazioni; Liszt, specie la Sonata in si minore e i pezzi più sperimentali composti negli ultimi anni di vita (anche se, in alcune occasioni, offrì al pubblico lo studio trascendentale n. 10 come bis e suonò il Totentanz nei primi anni '70). Agli esordi mostrò un certo interesse anche verso la letteratura pianistica russa (soprattutto Prokofiev e Stravinsky), poi a mano a mano venuto attenuandosi. Da sempre dedito alla musica contemporanea, della quale fu grande estimatore e assiduo promotore, si dedicò spesso all'esecuzione di opere di numerosi autori contemporanei come Pierre Boulez, Luigi Nono, Luciano Berio e Karlheinz Stockhausen, sia come solista che in collaborazione con altri musicisti. Numerose composizioni furono scritte espressamente per lui fra cui le più note furono, ad esempio, ...Sofferte onde serene... di Nono, Masse: omaggio a Edgard Varèse di Giacomo Manzoni e la quinta sonata di Salvatore Sciarrino.

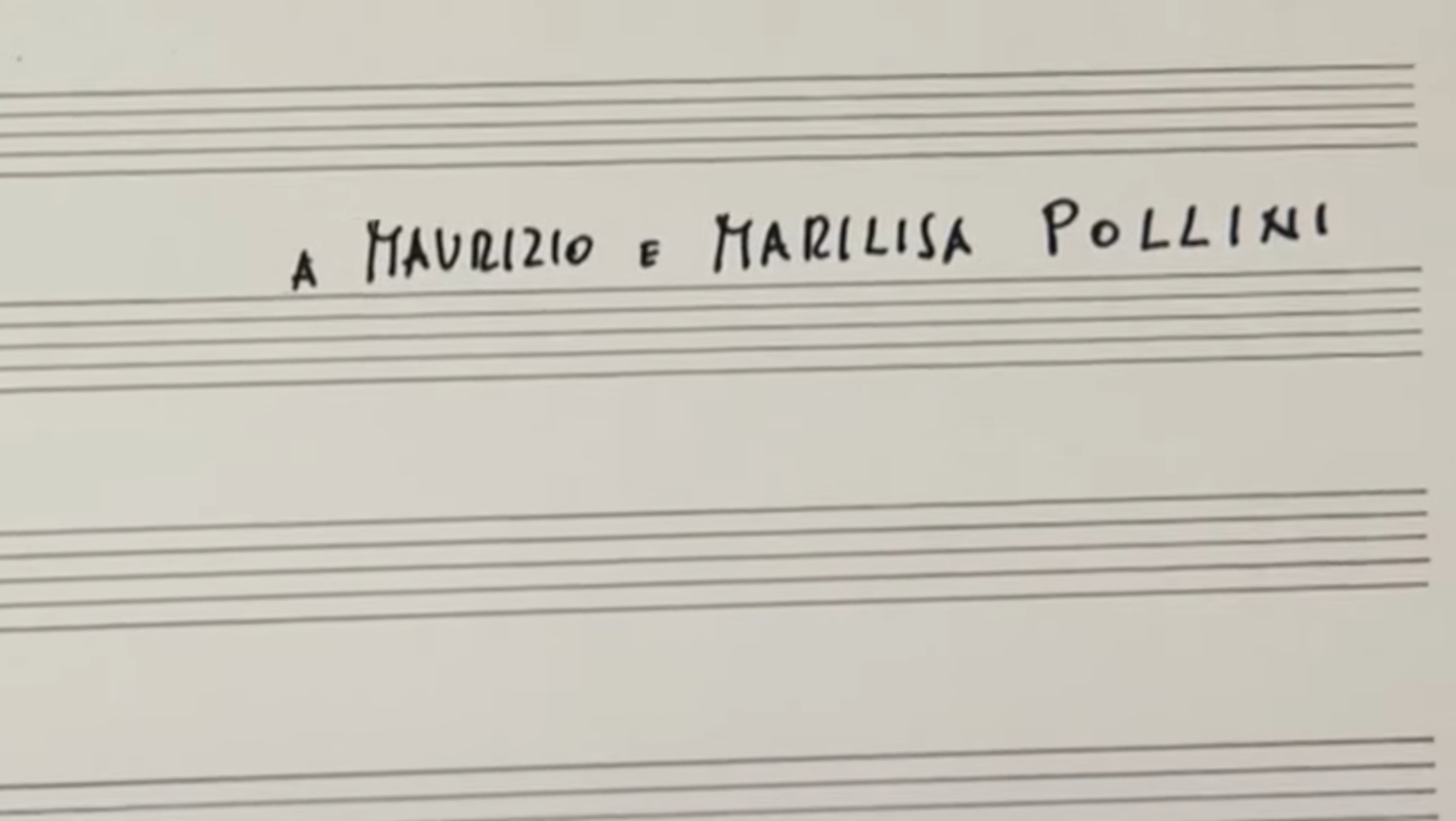
La dedica di Luigi Nono a Maurizio Pollini e alla moglie, Marilisa, sulla prima pagina della partitura originale di ...Sofferte onde serene...

L'ottima tecnica e la padronanza dello strumento furonono le caratteristiche principali che resero particolarmente famoso Pollini. Da questo punto di vista il "testo simbolo" con cui sempre si identificò furono gli Studi di Chopin, a testimonianza della perfezione della sua tecnica.

## Carriera
Negli anni ottanta esordì come direttore d'orchestra per la realizzazione di una delle prime incisioni discografiche moderne dell'opera La donna del lago di Gioachino Rossini nell'ambito delle manifestazioni rossiniane della città di Pesaro. Al Teatro alla Scala di Milano esordì nell'ottobre 1958 suonando nella prima esecuzione assoluta della Fantasia per pianoforte e strumenti a corda di Giorgio Federico Ghedini diretta da Thomas Schippers; nel 1960 eseguì il Concerto n. 1 in mi minore, op. 11 di Fryderyk Chopin diretto da Sergiu Celibidache.
Per il Teatro La Fenice di Venezia eseguì il Concerto per pianoforte e orchestra n. 5 (Beethoven) nel 1964, il Concerto per pianoforte e orchestra n. 2 op. 21 di Fryderyk Chopin nel 1968, un recital nel 1972, due nel 1973, uno nel 1976, due concerti nel 1983, la Sonata per pianoforte n. 16 e la Sonata per pianoforte n. 18 di Beethoven nel 1987, un recital nel 1990 e uno al Teatro Malibran di Venezia nel 2001. La sua prima incisione per la Deutsche Grammophon, nel 1971 (comprendente anche i Tre Movimenti da "Petrushka" di Stravinskij, la Settima Sonata di Prokof'ev e la seconda di Boulez) giunse ad essere considerata un punto di riferimento nella discografia pianistica del Novecento. Nel 1972 suonò nella prima esecuzione assoluta al Teatro alla Scala di Milano di Como una ola de fuerza y luz di Luigi Nono diretto da Claudio Abbado e dedicata a Luciano Cruz. La rappresentazione con l'Orchestra di Filadelfia stupì il pubblico statunitense che vi lesse una critica alla guerra del Vietnam e all'intervento nel Cile di Pinochet.
A Salisburgo eseguì nel 1973 il Concerto per pianoforte e orchestra n. 2 di Chopin con i Wiener Philharmoniker diretto da Claudio Abbado e tenne un recital, nel 1974 il Concerto per pianoforte e orchestra (Schumann) sempre con i Wiener Philharmoniker, diretto da Herbert von Karajan e tenne un recital, nel 1976 il Concerto per pianoforte e orchestra n. 1 (Brahms), diretto da Abbado e tenne un recital con musiche di Beethoven, nel 1977 tenne un recital e il Concerto per pianoforte e orchestra n. 23 di Mozart, diretto da Karl Böhm, nel 1978 tenne un recital e il Concerto per pianoforte e orchestra n. 4 (Beethoven), diretto da Claudio Abbado e tenne un recital, nel 1980 il Concerto per pianoforte e orchestra n. 19 di Mozart, diretto da Böhm, negli anni 1981, 1982 e 1984 tenne un recital, nel 1985 tenne un concerto con musiche di Franz Schubert, nel 1986 tenne un recital e il Concerto per pianoforte e orchestra n. 5 (Beethoven), diretto da Claudio Abbado, nel 1987 il Concerto per pianoforte e orchestra (Schumann) con l'Orchestra filarmonica d'Israele, diretta da Zubin Mehta e tenne un recital, nel 1988 tenne un concerto con musiche di Beethoven, dal 1989 al 1994 (1990 escluso) tenne un recital all'anno, nel 1995 un concerto con musiche di Beethoven, il Concerto per pianoforte e orchestra n. 1 (Brahms) con i Berliner Philharmonisches Orchester, diretto da Claudio Abbado, il Quintetto per pianoforte e archi in fa minore op. 34 di Brahms, Tre pezzi per pianoforte Op. 11 di Arnold Schönberg e Klavierstück X di Karlheinz Stockhausen, nel 1996 e 1997 un recital, nel 1998 un concerto con musiche di Beethoven, nel 1999 Cinque pezzi per pianoforte Op. 23 di Schönberg e Sonata n. 3 (Concert sans orchestre) in fa minore op. 14 di Robert Schumann, suonò in Quintetto con il Quartetto Accardo e la Sonata per pianoforte n. 29 (Beethoven), nel 2000 tenne un recital, nel 2001 il Concerto per pianoforte e orchestra n. 1 (Brahms) con i Berliner diretto da Claudio Abbado e tenne un recital, nel 2002 e 2003 un recital, nel 2004 un concerto con musiche di Beethoven, nel 2005 un concerto con musiche di Chopin, dal 2006 al 2009 un recital all'anno, nel 2010 un concerto con musiche di Chopin, nel 2011 e 2012 un concerto con musiche di Beethoven.

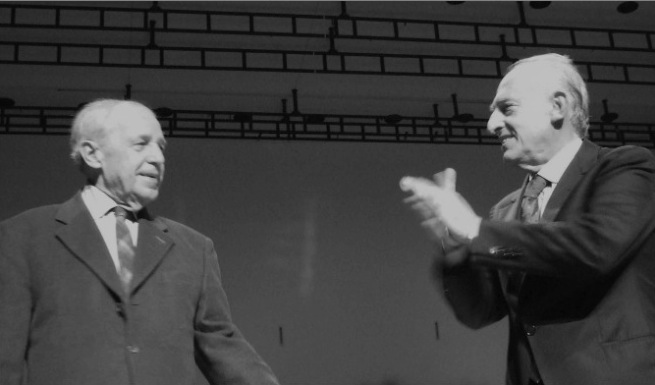
Maurizio Pollini e Pierre Boulez

Per la Scala nel 1976 diresse l'Orchestra del Teatro alla Scala nella Sinfonia n. 2 (Beethoven) ed eseguì il Concerto per pianoforte e orchestra n. 3 (Beethoven) nel Palazzetto dello Sport di Cinisello Balsamo e nel Teatro Fraschini di Pavia, eseguì un concerto nella Sala Verdi del Conservatorio di Musica Giuseppe Verdi di Milano, nel 1977 il Concerto op. 42 di Arnold Schönberg e dei recital, nel 1978 un recital di Franz Schubert e il Concerto per pianoforte e orchestra n. 2 di Brahms nella Sala Verdi del Conservatorio di Musica Giuseppe Verdi, diretto da Claudio Abbado, nel 1979 un recital di Robert Schumann, il Concerto per pianoforte e orchestra n. 20 e il Concerto per pianoforte e orchestra n. 12 di Mozart, diretto da Abbado e il Concerto per pianoforte e orchestra (Schumann) diretto da Abbado, nel 1980 un recital e un concerto con il Quartetto Italiano, nel 1981 un recital, nel 1982 un recital e un concerto con la Chamber Orchestra of Europe, nel 1983 un recital e il Concerto per pianoforte e orchestra n. 4 (Beethoven) diretto da Carlo Maria Giulini.
Nel 1985, in occasione del terzo centenario della nascita di Bach, suonò l'intero primo libro del Clavicembalo ben temperato ed eseguì il Concerto per pianoforte e orchestra in la minore, op. 54 di Robert Schumann diretto da Abbado trasmesso da Canale 5, nel 1986 un concerto con il Quartetto Italiano, nel 1987 un concerto con musiche di Beethoven e uno di Chopin. Il 17 settembre 1981 esordì nella direzione di un'opera a Pesaro, con La donna del lago di Rossini; l'esecuzione in tale occasione fu registrata e successivamente pubblicata su long playing (1983). Nel 1987, a New York, eseguì tutti i concerti per pianoforte di Beethoven con l'Orchestra Filarmonica di Vienna diretta da Claudio Abbado, ricevendo nell'occasione l'Ehrenring, l'anello onorario dell'orchestra.
Alla Scala nel 1988 eseguì il Concerto per pianoforte e orchestra n. 5 (Beethoven) con i Wiener Philharmoniker diretto da Claudio Abbado e un recital, nel 1989 un recital, nel 1990 un recital e un concerto con Salvatore Accardo, nel 1991 un concerto con musiche di Beethoven, nel 1992 un recital e il Quintetto in Mi bem maggiore op. 44 di Robert Schumann con Accardo, nel 1993 un recital e un concerto con musiche di Beethoven, nel 1994 il Trio in Re min. per violino, violoncello e pianoforte op. 70 n. 1 "degli Spettri" con Accardo, nel 1995 e nel 1996 quattro Sonate per pianoforte di Beethoven, nel 1997 e nel 1999 dei recital, nel 2000 un concerto dal titolo "Grandi pianisti alla Scala", nel 2001 un recital, nel 2006 un concerto di Chopin, un recital e Drei Klavierstücke di Schönberg, nel 2008 un recital, nel 2009 un concerto con l'Ensemble InterContemporain diretto da Pierre Boulez, il Concerto n. 2 per pianoforte e orchestra di Béla Bartók diretto sempre da Boulez e un recital, un concerto con i Klangforum Wien, uno con l'Ensemble InterContemporain diretti da Pierre Boulez e il Concerto per pianoforte e orchestra n. 2 di Bartók e nel 2010, nel 2012 e 2013 dei recital.

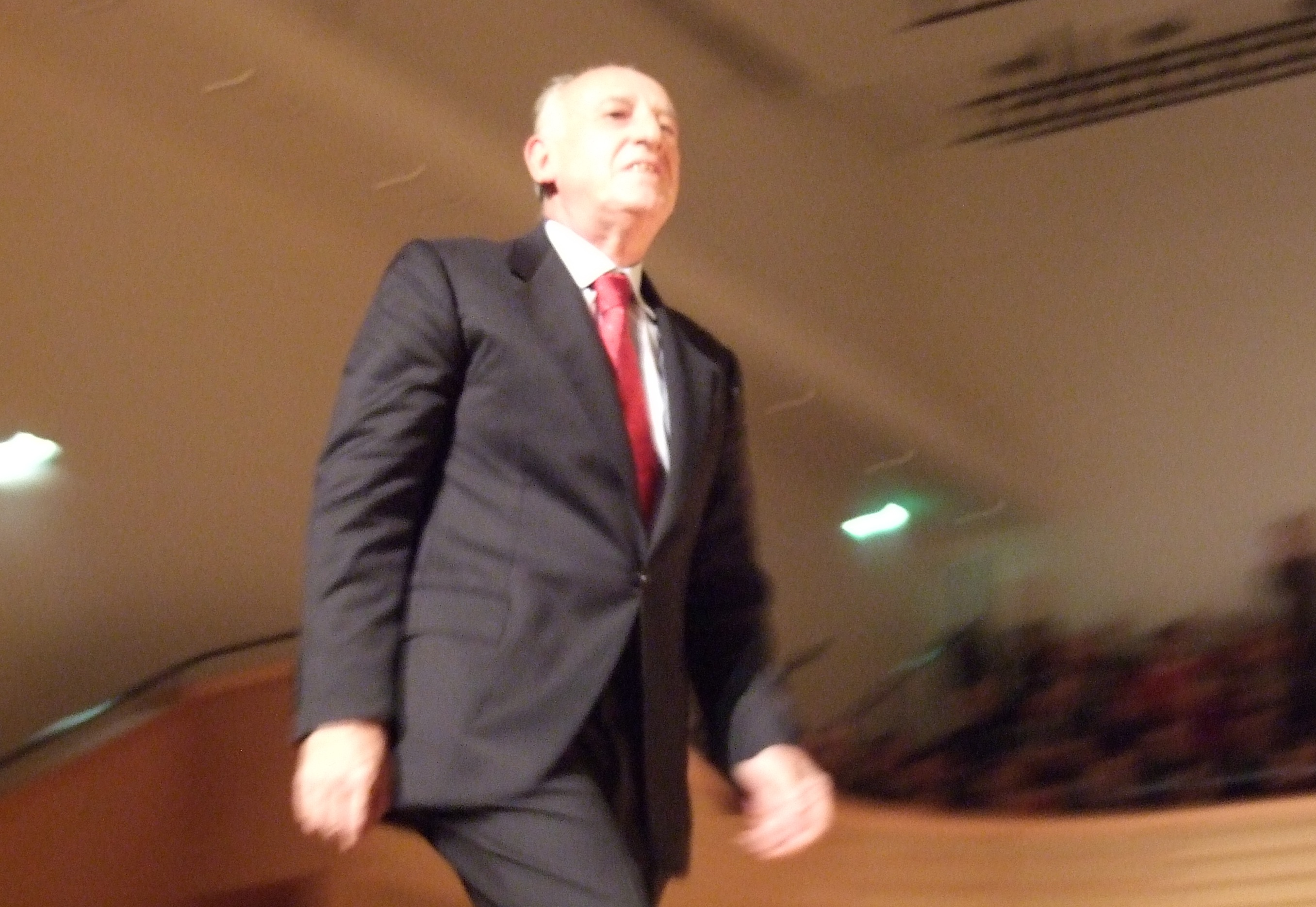
Maurizio Pollini alla Salle Pleyel, 25 gennaio 2009

Il 15 novembre 1993 suonò per la prima volta al Teatro Carlo Felice di Genova, dopo vent'anni di assenza dal capoluogo ligure, nell'ambito della stagione concertistica della Giovine Orchestra Genovese. Il concerto registrò il tutto esaurito e, constatate le ulteriori richieste, gli organizzatori aggiunsero 50 posti in palcoscenico ai 2 000 del teatro. Pollini propose un recital totalmente beethoveniano, eseguendo le Sonate op. 14 n. 1 e 2, la Sonata op. 13 e la Sonata op. 22.
Fra il 1993 e il 1994 suonò l'intero programma di Sonate per pianoforte di Beethoven, per la prima volta dal vivo, a Berlino e a Monaco, e successivamente anche a New York, Milano, Parigi, Londra e Vienna. Al Festival di Salisburgo del 1995 inaugurò il "Progetto Pollini", una serie di concerti nei quali vennero sovrapposti vecchi e nuovi lavori. Un'esperienza analoga fu compiuta alla Carnegie Hall fra il 2000 e il 2001, con "Perspectives: Maurizio Pollini". Nel 1996 ricevette il prestigioso Premio Ernst von Siemens e nel 1999 il premio "Una vita per la musica" a Venezia. Nel 1999 eseguì un concerto al Teatro Comunale di Firenze per il Maggio Musicale Fiorentino. Molte registrazioni fatte da Deutsche Grammophon ottennero notevoli riconoscimenti.
Nel 2000, durante il Festival Pianistico Internazionale "Arturo Benedetti Michelangeli" di Brescia e Bergamo, fu il primo artista a vincere il premio "Arturo Benedetti Michelangeli". Nel 2001 la Deutsche Grammophon realizzò un'edizione speciale commemorativa in 13 CD per celebrare il sessantesimo compleanno del pianista. Nel 2002 suonò a Roma all'inaugurazione della Sala Grande del nuovo Auditorium Parco della Musica con un concerto diretto da Chung Myung-whun. Al Teatro comunale Luciano Pavarotti di Modena tenne un recital nel 2002 e uno nel 2005. Nel 2007 ricevette il Grammy Award per la "Miglior interpretazione strumentale solista (senza orchestra)", per la sua registrazione dei Notturni di Chopin (sempre con la Deutsche Grammophon). Nel 2010 tenne un concerto di musiche di Chopin al Washington National Opera e un altro alla Suntory Hall di Tokyo, il 23 ottobre dello stesso anno, con musiche di Beethoven (sonate opp. 109, 110 e 111).
Nel 2014, la registrazione del ciclo delle 32 sonate di Beethoven giunse a compimento, con la pubblicazione delle sonate opp. 31 e 49. Per l'occasione, fu pubblicato un set di 8 cd contenente tutte le registrazioni effettuate a partire dal giugno 1975, anno di registrazione delle sonate opp. 101, 106, 109, 110 e 111.
Il 29 maggio 2022 suonò Schubert e Chopin a Torino per l'Unione musicale, per la prima volta dopo 15 anni (il maestro esordì all'Unione per la prima volta nel 1971, tenendo 20 recital da allora, fino al 2007, anno dell'ultimo recital), in un concerto straordinario il cui ricavato venne devoluto per intero alla Croce Rossa Italiana e al popolo ucraino. Tale evento, con programma identico, a eccezione della prima metà (Schumann al posto di Schubert), avrebbe dovuto ripetersi il 5 novembre ma, per un malore notturno, fu cancellato.
II 24 agosto il recital in onore degli 80 anni del maestro, a Salisburgo, fu annullato con il pubblico in sala, a causa di "acuti problemi cardiovascolari".
Il 29 ottobre, di nuovo in forze, tenne un recital a Firenze, al Teatro del Maggio Musicale Fiorentino, con l'omonima orchestra diretta da Zubin Mehta, suonando il concerto per pianoforte e orchestra n. 27, K 595. Nella notte a cavallo tra il 4 e il 5 novembre, un malore lo costrinse in ospedale; di conseguenza, tutti i concerti precedentemente in programma furono rimandati a data da definirsi.
Il 13 febbraio 2023 tenne il primo recital dell'anno alla Scala di Milano (Nono, Schönberg, Chopin): per la prima volta, utilizzò la partitura per leggere sia Schönberg che Chopin.
Il recital seguente, con programma contenente opere di Schönberg, Nono e Chopin, si svolse il 28 marzo 2023 a Lugano, seguito da un trionfale recital a Vienna e uno a Londra a giugno (programma con opere di Schumann e Chopin). Il 31 ottobre ci fu l'ultimissimo recital a Zurigo. Negli ultimi tempi riprese anche a suonare a memoria (o con lo spartito, a seconda delle serate) brani di estrema difficoltà, quali la Fantasia op. 17 di Schumann e lo Scherzo op. 20 di Chopin.
Il 26 febbraio 2024 annunciò il suo momentaneo ritiro dalle scene a causa di "severe difficoltà respiratorie" cancellando recital già programmati per i mesi seguenti in Italia e Spagna.
Erano già programmati un recital al Teatro alla Scala per ottobre 2024 e al Musikverein di Vienna nel giugno 2025, dove avrebbe eseguito per la prima volta in assoluto estratti dal secondo libro del Clavicembalo Ben Temperato di Bach, oltre alla prima sonata per pianoforte di Schumann e la seconda sonata per pianoforte di Chopin.

## Discografia

### CD/LP
- Bach 
  - Clavicembalo ben temperato (libro I) - Pollini, Deutsche Grammophon (2009)
- Bartók 
  - Conc. per pf. 1 & 2 - Pollini/Abbado, Deutsche Grammophon (1979) ((Grammy), 1980)
- Beethoven
  - Conc. per pf. n. 1-5/Fantasia op.80 "Corale" - Pollini/Jochum/Böhm/Abbado, Deutsche Grammophon
  - Conc. per pf. n. 1-5 - Abbado/Pollini/Berliner Philharmoniker, 1992 Deutsche Grammophon
  - Conc. per pf. n. 1, 2 - Pollini/Abbado/Berliner Philharmoniker, 1992 Deutsche Grammophon
  - Conc. per pf. n. 1/Fant. corale - Pollini/Jochum/Abbado/Wiener Philharmoniker, 1983/1988 Deutsche Grammophon
  - Conc. per pf. n. 3, 4 - Pollini/Abbado/BPO, 1992 Deutsche Grammophon
  - Conc. per pf. n. 3, 4 - Pollini/Böhm/Wiener Philharmoniker, 1976/1977 Deutsche Grammophon
  - Conc. per pf. n. 5 - Pollini/Abbado/BPO, 1993 Deutsche Grammophon
  - Conc. per pf. n. 5 - Pollini/Böhm/Wiener Philharmoniker, Deutsche Grammophon
  - Son. pf. n. 1-32 - Pollini, 1977/2014 Deutsche Grammophon
  - Son. pf. n. 4, 9, 11 - Pollini, 2012 Deutsche Grammophon
  - Son. per pf. n. 5-8 - Pollini, 2002 Deutsche Grammophon
  - Son. per pf. n. 8, 14, 15, 17, 21, 23, 26 - Pollini, 1988/2002 Deutsche Grammophon
  - Son. per pf. n. 13-15 - Pollini, 1991 Deutsche Grammophon
  - Son. per pf. n. 17, 21, 25, 26 - Pollini, Deutsche Grammophon
  - Son. per pf. n. 22-24, 27 + cd bonus alt. live rec. n. 23 e 24 - Pollini, 2002 Deutsche Grammophon
  - Son. per pf. n. 28-32 - Pollini, Deutsche Grammophon
  - Var. Diabelli - Pollini, 1999 Deutsche Grammophon
- Berg
  - Son. per pf. op. 1 - Pollini, 1992 Deutsche Grammophon
- Brahms
  - Conc. per pf. n. 1-2 - Pollini/Abbado/Berliner Philharmoniker, 1998 Deutsche Grammophon
  - Conc. per pf. n. 1-2 - Pollini/Böhm/Abbado, Deutsche Grammophon, 1976/1981 Deutsche Grammophon
  - Conc. pf. n. 1-2 (Live, Semperoper Dresden) - Pollini/Thielemann/Dresden SK, 2011/2013 Deutsche Grammophon
  - Quint. per pf. - Pollini/Quart. Italiano, 1980 Deutsche Grammophon
- Chopin 
  - Ballate n. 1-4/Fant. op. 49/Prel. op. 45 - Pollini, 1999 Deutsche Grammophon
  - Integrale delle registrazioni di Chopin dal 1972 al 2008 - Pollini, 1972/2007 Deutsche Grammophon
  - Notturni n. 1-18 (editi in vita) - Pollini, 2005 Deutsche Grammophon. Disco di platino in Italia e Grammy Award per la "Miglior interpretazione strumentale solista (senza orchestra)"
  - Polacche n. 1-7 - Pollini, 1976 Deutsche Grammophon
  - Prel. n. 1-24 - Pollini, 1975 Deutsche Grammophon
  - Prel. n. 1-24/Notturni op. 27/Mazurche op. 30/Scherzo n. 2 - Pollini, 2012 Deutsche Grammophon 12º posto della classifica dei dischi più venduti in Italia
  - Son. per pf. n. 2, 3 - Pollini, 1984 Deutsche Grammophon
  - Son. per pf. n. 2/Ballata n. 2/Mazurche op. 33/Valzer op. 34 - Pollini, 2007 Deutsche Grammophon
  - Studi n. 1-24 (opp. 10–25) - Pollini, 1972 Deutsche Grammophon
  - Studi/Preludi/Polacche - Pollini, 1972/1976 Deutsche Grammophon
- Debussy 
  - Prel. I/Isle joyeuse - Pollini, 1998 Deutsche Grammophon
  - Studi n. 1-12 - Pollini, 1992 Deutsche Grammophon
  - Prel. II/ En Blanc te Noir - Maurizio & Daniele Pollini, 2018
- Liszt 
  - Son. per pf./Nuages Gris/Lugubre gondola/Unstern! Sinistre/Richard-Wagner-Venezia - Pollini, 1995 Deutsche Grammophon
- Mozart
  - Conc. per pf. n. 12, 24 (live, Vienna, giugno 2007) - Pollini/Wiener Philharmoniker, Deutsche Grammophon - diciottesima posizione nella classifica italiana per due settimane
  - Conc. per pf. n. 17, 21 - Pollini/Wiener Philharmoniker, 2005 Deutsche Grammophon Echo 2007
  - Conc. per pf. n. 19, 23 - Böhm/Pollini/Wiener Philharmoniker, 1976 Deutsche Grammophon
- Nono
  - Como una ola/…Sofferte onde serene… - Pollini/Abbado/Bayer. RSO, Deutsche Grammophon
- Schönberg
  - Opere per pf. - Pollini, Deutsche Grammophon
  - Conc. per pf. op. 42 - Pollini/Abbado/Berliner Philarmoniker, 1991 Deutsche Grammophon
- Schubert 
  - Son. per pf. D.958-960/Allegretto D. 915/Klavierst. D.946 - Pollini, 1986 Deutsche Grammophon
  - Le registrazioni complete - Pollini, 1973/1987 Deutsche Grammophon
  - Fant. D.760 - Pollini, Deutsche Grammophon
  - Son. per pf. D.845 - Pollini, 1973 Deutsche Grammophon
  - Son. per pf. D894/Moments Musicaux D780/Fantasia per pf. 4 mani D940 - Maurizio e Daniele Pollini, 2024 Deutsche Grammophon
- Schumann
  - Son. per pf. op. 11 - Pollini, 1972 Deutsche Grammophon
  - Conc. per pf./Studi sinf. - Pollini/Abbado/BPO, 1991/1984 Deutsche Grammophon
  - Davidsbündlertänze/Conc. sans orch. - Pollini, 2000 Deutsche Grammophon
  - Kreisleriana/Gesänge der Frühe/Allegro op. 8 - Pollini, 2001 Deutsche Grammophon
- Pollini
  - Maurizio Pollini Edition con bonus CD - Varsavia 1960/Salisburgo 1974, Deutsche Grammophon
  - Musiche per pianoforte del XX secolo - Stravinsky/Prokofiev/Boulez/Webern/Debussy/Bartòk/Schönberg, 1973/1998 Deutsche Grammophon
  - Stravinsky/Prokofiev/Webern - Deutsche Grammophon
  - The Art of Maurizio Pollini/L'arte di Maurizio Pollini - Il meglio di Maurizio Pollini: Edizione limitata per il 70º compleanno, 1960/2008 Deutsche Grammophon
  - Pollini & Abbado: Tutte le registrazioni Deutsche Grammophon - Pollini/Abbado/BPO/WPO/ CSO/Bayer. Rundfunks, 1973/1997 Deutsche Grammophon

### DVD e Blu-Ray
- Beethoven/Mozart/Brahms: Concerto per pianoforte n. 3, 5/Concerto per pianoforte n.19, 23/Concerto per pianoforte n.2 - Pollini/Böhm/Abbado/WPO, Deutsche Grammophon
- Beethoven: Sonate per pianoforte opp. 109, 110 e 111 - Pollini, Deutsche Grammophon, 2019
- Beethoven: Concerto per pianoforte e orchestra numero 4; Mahler, Sinfonia numero 5 - Pollini/Abbado/Lucerne Festival Orchestra - EuroArts,  2004